# Alexandra Bastedo
Alexandra Lendon Bastedo, född 9 mars 1946 i Hove, East Sussex, död 12 januari 2014 i Worthing, West Sussex, var en brittisk skådespelerska.

## Rollista i urval
- 1965, 1967 – Helgonet (TV-serie) (2 avsnitt)
- 1967 – Casino Royale
- 1968–1969 – The Champions (TV-serie) (30 avsnitt)
- 1969 – Sexbomben som gick i säng
- 1984 – Duellen i Bell City
- 1992 – Helt hysteriskt (TV-serie) (1 avsnitt)
- 2005 – Batman Begins
- 2008 – Eastenders (TV-serie) (2 avsnitt)